# José Edvaldo
José Edvaldo Rosas Filho detto "Pezão" (18 aprile 1989) è un giocatore di football americano brasiliano, che gioca come defensive back per i João Pessoa Espectros.

## Palmarès
- 1 Sulamericano (2023)